# Substància química

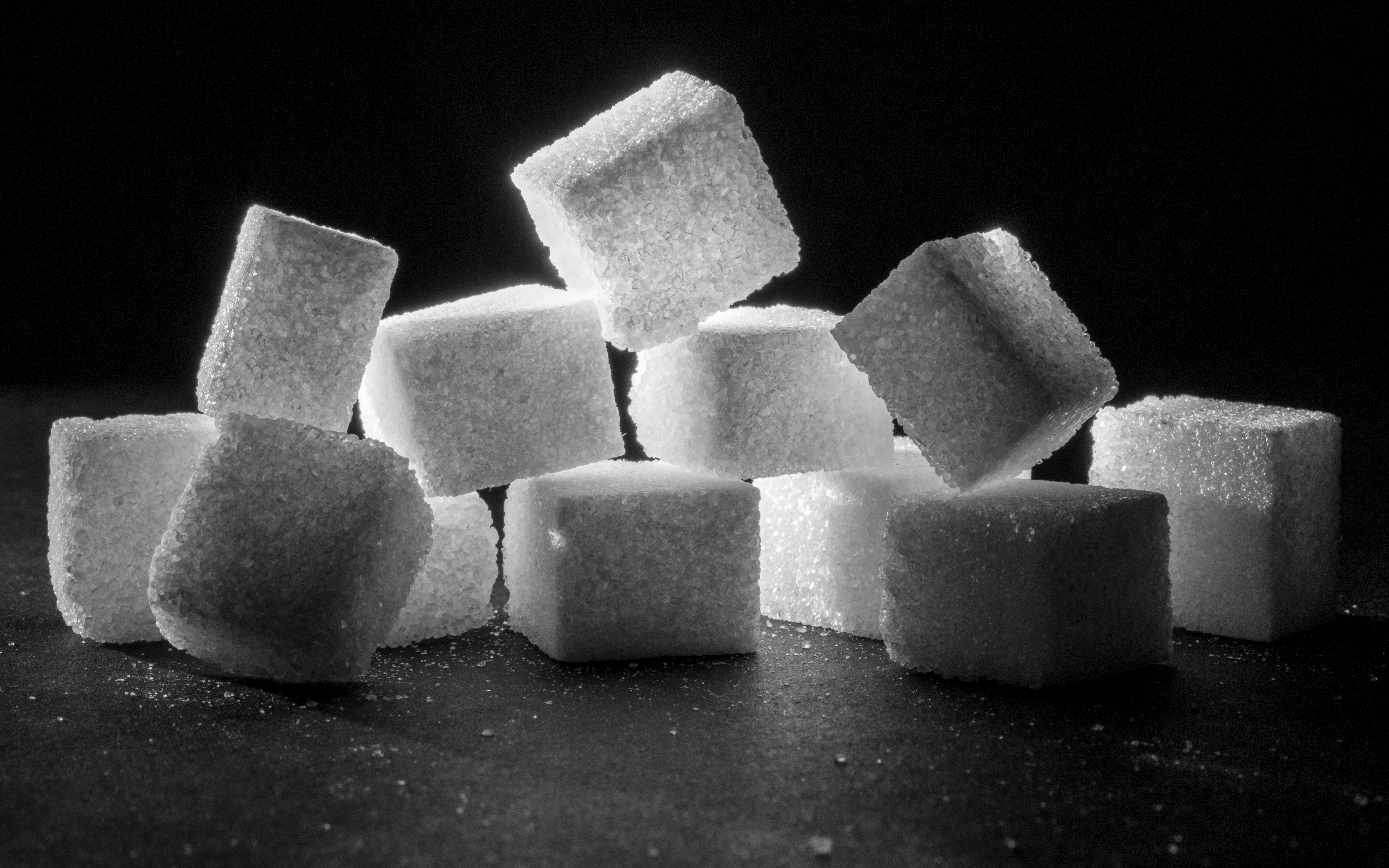
El sucre és una substància química, constituïda exclusivament per molècules del compost químic sacarosa C_{12}H_{22}O_{11}.

Una substància química, o substància pura, és qualsevol matèria homogènia amb una composició química definida, caracteritzada per les espècies químiques (molècules, àtoms, ions…) de les quals està composta. Les propietats físiques com la densitat, l'índex de refracció, la conductivitat elèctrica, el punt de fusió, etc. tenen valors característics, independentment del seu origen o mètode de producció.

## Classificació
Les substàncies químiques es divideixen en:
- Simples o elements químics, si les partícules que els constitueixen, siguin àtoms o molècules, tenen tots els àtoms del mateix element químic, com l'argent Ag, el coure Cu, el ferro Fe, l'hidrogen H2 o l'ozó O3. Actualment es coneixen 118 elements químics. Tanmateix només noranta són naturals, la resta s'han sintetitzat al laboratori (tecneci, plutoni. curi, mendelevi...). Alguns dels sintètics, especialment el plutoni, s'ha produït en grans quantitats per a fins bèl·lics, però de la majoria dels altres se'n tenen quantitats petites o només s'han pogut observar una petita fracció de segon car són altament inestables. Tots els elements químics estan ordenats segons les seves propietats a la taula periòdica.[2]
- Composts químics, si tenen estructures (molècules, cristalls) amb àtoms de diferents elements en proporcions constants, com l'aigua H2O, el clorur de sodi NaCl, la sacarosa C12H22O11, el paracetamol C8H9NO2 o la nicotina C10H14N2.[3]

## Propietats característiques

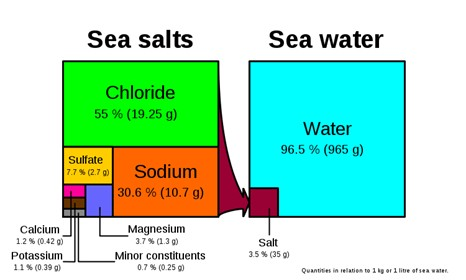
Composició mitjana de l'aigua de mar. Només el 96,5 % de l'aigua de mar és aigua, en el sentit de substància química, la resta són altres substàncies químiques.

L'aigua de mar no és una substància pura sinó que és una dissolució, una mescla homogènia, perquè conté diverses sals dissoltes, majoritàriament clorur de sodi NaCl. L'aigua d'un brollador, d'un riu o d'un llac conté quantitats inferiors de sals, però també és una dissolució. Aquestes aigües poden destil·lar-se, sotmetre-les a un procés d'ebullició de manera que a 100 °C s'evapora només l'aigua. Aquest vapor d'aigua es pot recollir en un altre recipient condensant-lo. Aquesta aigua és una substància pura, i té les mateixes propietats característiques (punt de fusió 0 °C, punt d'ebullició 100 °C, densitat 1 g/cm³…) que qualsevol altra aigua de qualsevol lloc de l'univers. També independentment de la forma en què ha estat obtinguda, com ara la produïda en la combustió d'hidrocarburs, en la combustió d'hidrogen o en la descomposició de peròxid d'hidrogen, per citar alguns casos.
Una substància pura no pot separar-se en altres substàncies pures per mitjans mecànics (filtració, destil·lació, cristal·lització…). Substàncies químiques típiques que es poden trobar en la llar són la sal (clorur de sodi) o el sucre (sacarosa). En general, les substàncies existeixen com sòlids, líquids, o gasos, i es poden moure entre aquests estats de la matèria mitjançant canvis en la temperatura o pressió.

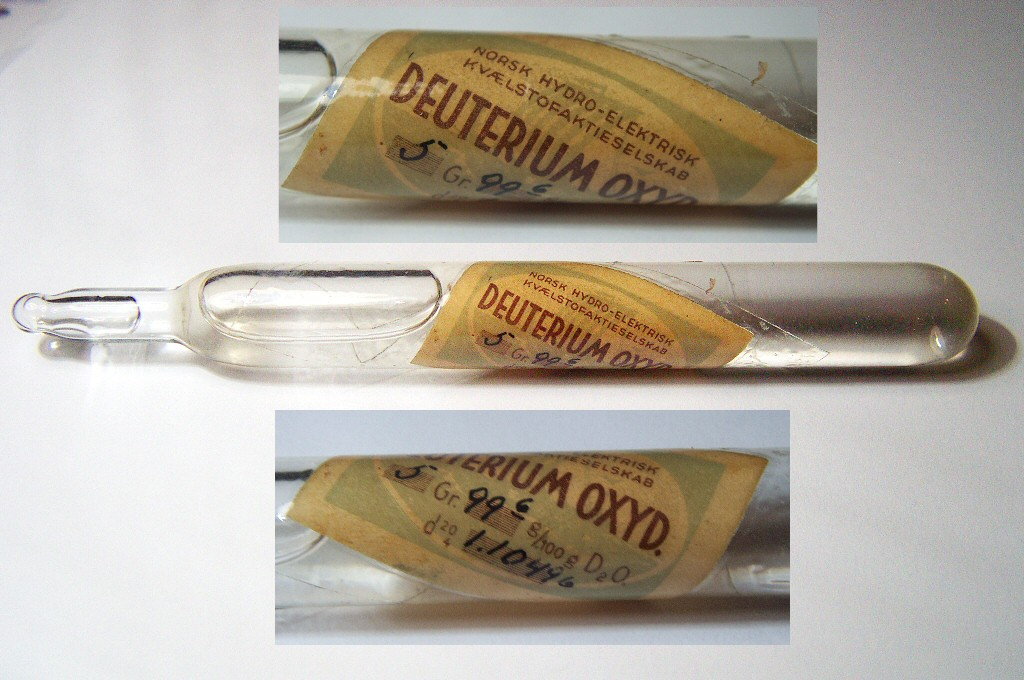
Mostra d'òxid de deuteri.

Els elements químics són presents en els composts químics en la seva proporció isotòpica natural, això significa que presenten isòtops del mateix element químic en unes proporcions constants. Tanmateix, hi ha casos en què se sintetitzen composts químics amb un únic isòtop. És el cas de l'òxid de deuteri D2O o aigua pesant, en la qual tots els àtoms d'hidrogen són del seu isòtop deuteri D o 2H. La diferència de massa atòmica del deuteri respecte de l'hidrogen és molt significativa, pràcticament el doble, cosa que fa que l'aigua pesant i l'aigua tenguin propietats físiques diferents. Així l'aigua pesant té un punt de fusió de 3,8 °C, un punt d'ebullició de 101 °C i una densitat d'1,104 g/cm³. Els valors de l'aigua són, respectivament, 0 °C, 100 °C i 1 g/cm³. Per tant, cal considerar que són dues substàncies pures difstintes, ja que tenen propietats físiques diferents, malgrat que estiguin constituïdes pels mateixos elements químics i en iguals proporcions.
Són substàncies químiques diferents els distints al·lòtrops que poden presentar els elements químics. Potser el cas més paradigmàtic sigui el del grafit i el diamant. Ambdós al·lòtrops estan formats exclusivament per àtoms de carboni, però enllaçats de formes diferents. Això dona lloc a que tenguin propietats físiques molt distintes, per tant són la mateixa substància pura car tenguin la mateixa composició química. També són substàncies pures diferents els polimorfs, composts químics que, amb una mateixa composició química, presenten estructures reticulars diferents, i formen cristalls diferents amb característiques físiques distintes. Per exemple el carbonat de calci CaCO3 es pot presentar com el mineral calcita (densitat 2,71 g/cm³, duresa 3) o el mineral aragonita (densitat 2,95 g/cm³, duresa 3,5–4,0).

Isòmers cis i trans del but-2-è.

També la disposició dels àtoms en les molècules poden donar lloc a isòmers, composts químics que presenten els mateixos elements químics en les mateixes proporcions, però ordenats de diferents maneres. Això dona lloc a propietats físiques i químiques que poden ser molt diferents i, per tant, a substàncies pures diferents. Fins i tot, petites diferències, com en el cas dels isòmers cis i trans (isomeria geomètrica o cis-trans), donen lloc a propietats físiques lleugerament diferents i, com a resultat, a substàncies químiques diferents. Més significatiu és el cas dels isòmers òptics, que tenen totes les propietats físiques iguals excepte el fet que fan girar la llum polaritzada en sentits oposats.

## Els noms de les substàncies químiques

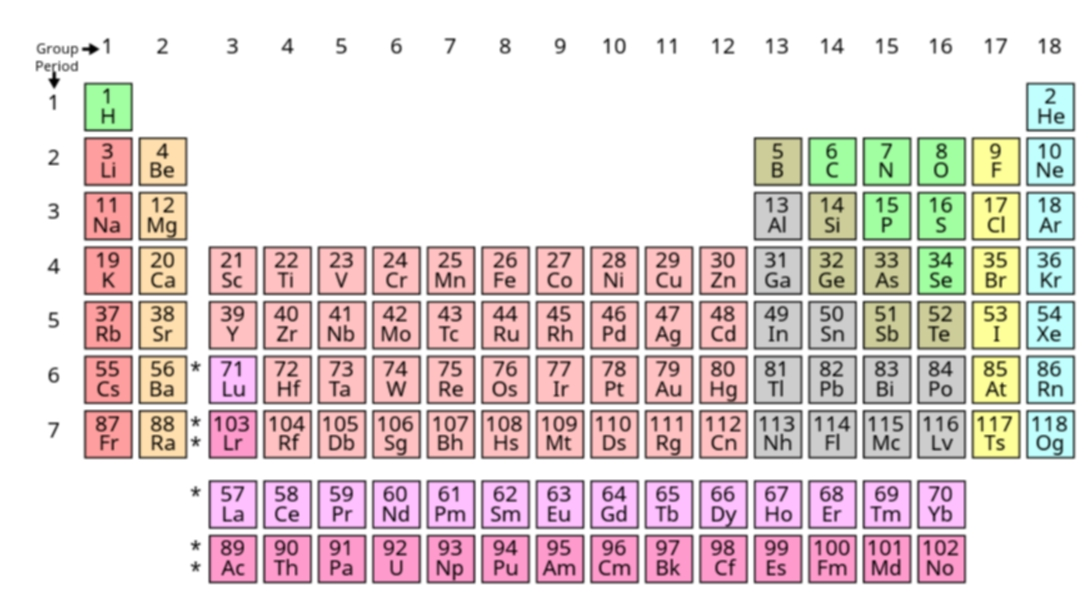
Taula periòdica on hi ha tots els elements químics ordenats en funció de les seves propietats.

Les substàncies químiques tenen noms científics construïts segons una nomenclatura sistemàtica reconeguda internacionalment. L'organisme que estableix les normes de nomenclatura i les adapta als nous descobriments és la Unió Internacional de Química Pura i Aplicada (IUPAC). Els noms de les substàncies simples són els noms dels elements químics acordats per la IUPAC i, també, per la Unió Internacional de Física Pura i Aplicada (IUPAP) a causa que els nous elements químics s'obtenen per mètodes físics. Els composts químics tenen noms que han anat evolucionant en el temps a causa del fet que s'han hagut d'adaptar a descobriments de nous composts que no tenien regles per anomenar-los o, en altres casos, per evitar errors d'interpretació, per unificar criteris, etc. Contràriament als noms de les espècies d'éssers vius que són en llatí, i s'empra aquest nom en qualsevol llengua que estigui redactat un text on hi apareguin, els composts químics, i els elements, tenen noms adaptats a cada idioma. Per aquesta raó s'han de fer adaptacions de les regles de la IUPAC que es publiquen en anglès.

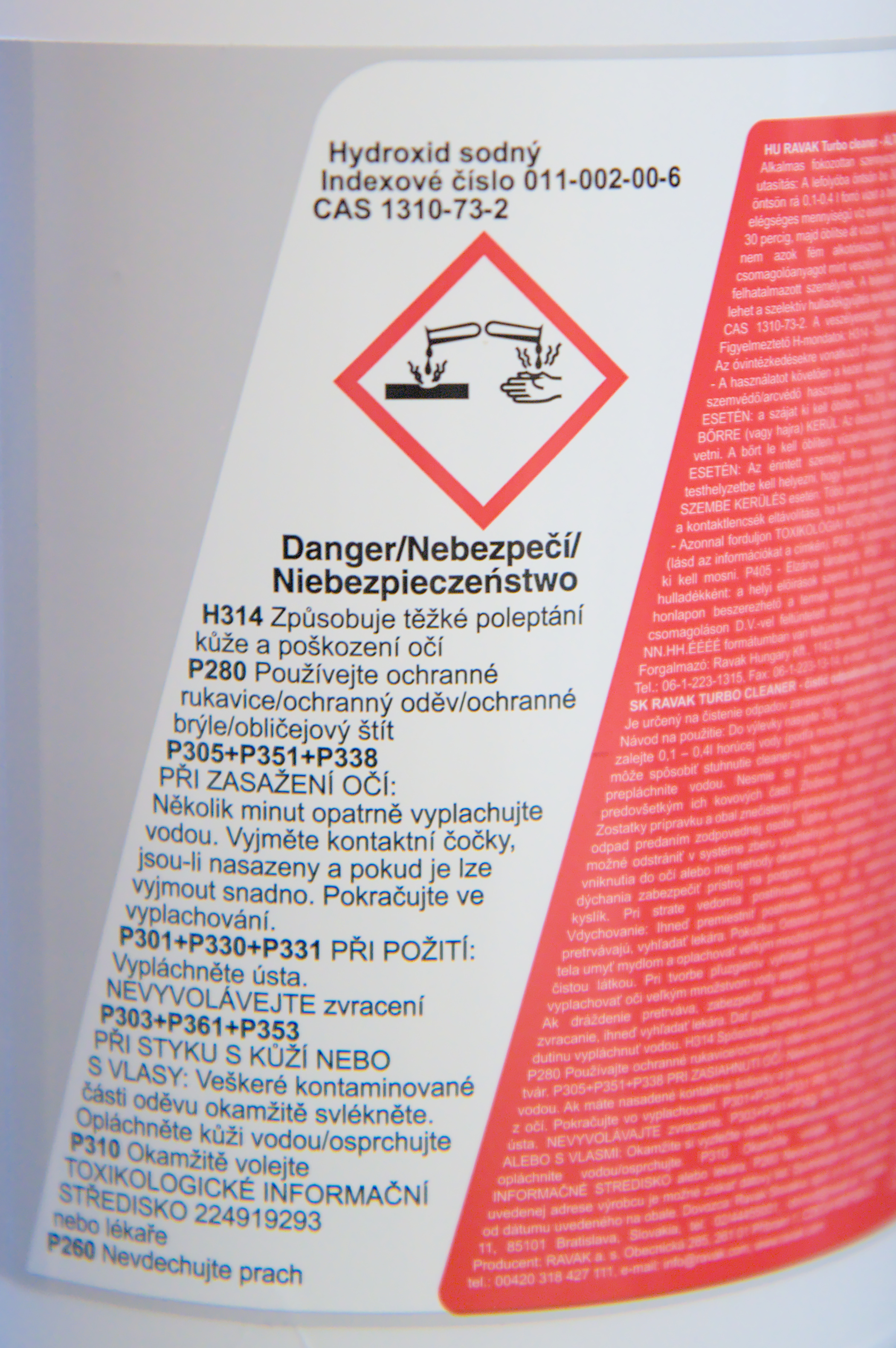
Malgrat que l'etiqueta d'aquesta substància està en una altra llengua duu el número CAS 1310-73-2, que permet saber que conté hidròxid de sodi NaOH.

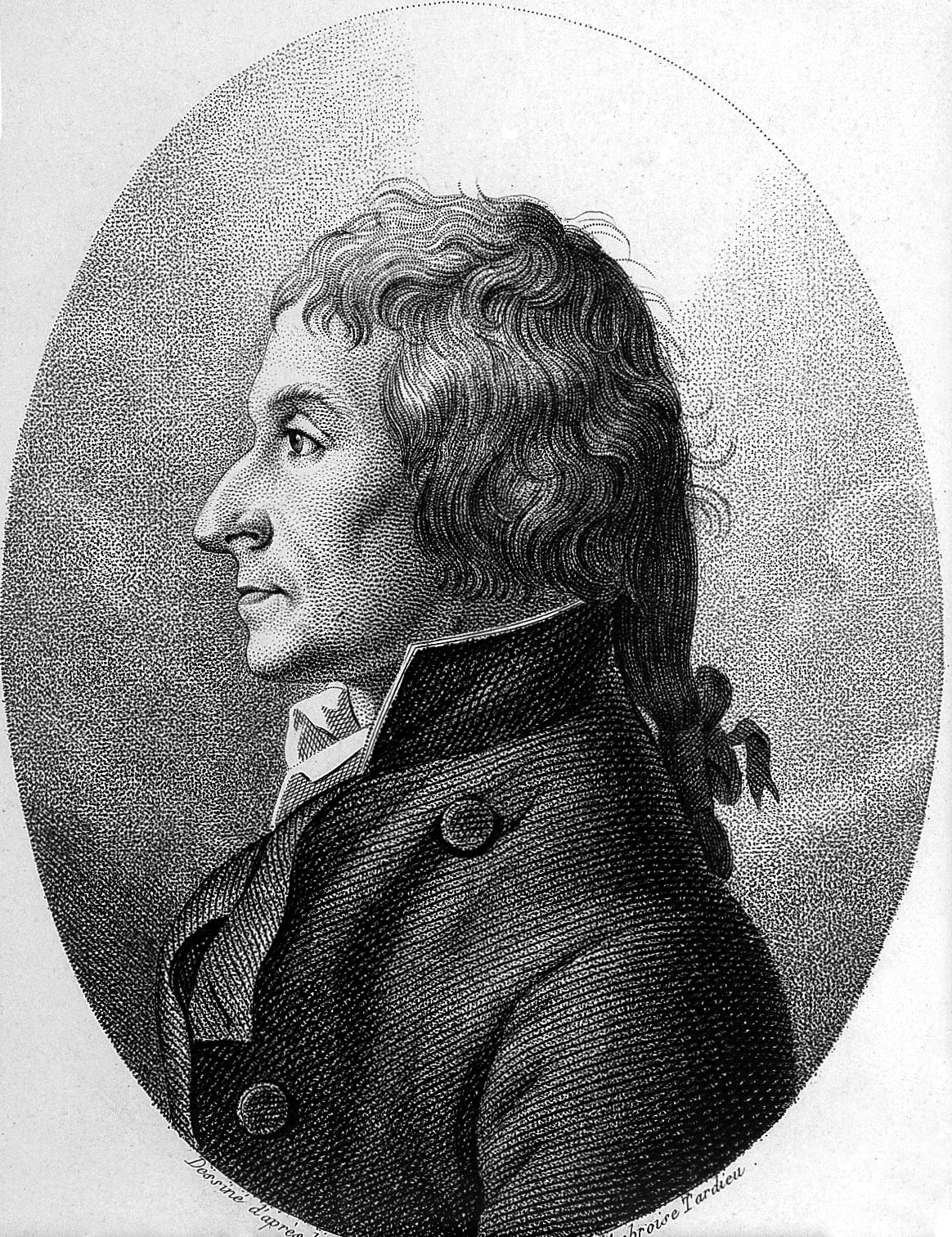
Retrat de Joseph Louis Proust.

Tanmateix, coexisteixen noms científics antics, noms formats amb nomenclatures no reconegudes per la IUPAC, noms comercials, etc. la qual cosa fa que sovint els composts químics tenguin un bon grapat de sinònims. Aquest fet pot donar lloc a confusions que poden ocasionar problemes de seguretat. Per evitar-ho es creà el registre CAS. El número CAS o número de registre CAS és una identificació numèrica única per a compostos químics, polímers, seqüències biològiques, preparats i aliatges. El Chemical Abstracts Service (CAS), que pertany a la Societat Química Americana, assigna aquests identificadors a cada substància química que ha estat descrita en la literatura. El CAS també manté una base de dades de les substàncies químiques, coneguda com a registre CAS. Més de 23 milions de substàncies pures estan numerades i catalogades, sense cap ordre aparent, amb aproximadament 4 000 de nous cada dia. Aquesta catalogació facilita la recerca a la base de dades, atès que sovint s'assignen diferents noms per al mateix compost. Gairebé totes les molècules conegudes actualment poden ser trobades pel nombre CAS.
Un número de registre CAS és un identificador numèric que pot contenir fins a 10 dígits, dividits per guions en tres parts. El dígit situat més a la dreta és un dígit de control s'utilitza per verificar la validesa i la unicitat del nombre complet. Exemples:
- Aigua – CAS: 7732-18-5
- Etanol – CAS: 64-17-5
- Àcid acetilsalicílic (Aspirina) – CAS: 50-78-2
- Heroïna – CAS: 561-27-3[13]

Les substàncies pures més emprades tenen noms comuns, que s'empren en àmbits no científics. És el cas de la sal comuna, que té nom científic clorur de sodi, o del sucre, el qual nom científic és sacarosa. La llet, la xocolata, la mel, la maionesa, el vi, l'aire… no tenen noms científics perquè no són substàncies pures, sinó mescles homogènies de més d'una substància pura. Les seves propietats varien en funció del seu origen. Per exemple, el gust, el color, la textura de la mel depèn de les flors d'on les abelles s'han alimentat, i aquestes depenen de la regió, de l'estació, etc.

## Les fórmules de les substàncies químiques
Les substàncies químiques també s'identifiquen per fórmules químiques on s'indiquen els elements químics presents en els composts, mitjançant els seus símbols, i les seves proporcions en forma de subíndex darrere cada símbol, que són constants sigui quin sigui l'origen del compost. Aquesta característica fou descoberta pel químic francès Joseph Louis Proust (1754-1826) quan treballava al Real Colegio de Artillería de Segovia, ubicat a l'Alcàsser de Segòvia i, posteriorment, al Laboratorio Real de Química de Madrid. És l'anomenada llei de les proporcions definides. Així, qualsevol aigua té per fórmula química H2O, la qual cosa significa que l'aigua està constituïda per molècules amb dos àtoms d'hidrogen i un d'oxigen (l'1 no s'escriu). Si la fórmula és diferent, ja no és aigua. Per exemple el compost H2O2 és peròxid d'hidrogen, principal component de l'aigua oxigenada. La sacarosa té per fórmula C12H22O11, és una substància pura. Però la llet no en té, perquè és una mescla d'un bon nombre de substàncies pures (aigua, lactosa, greixos…).

## Substàncies pures en la vida quotidiana
És difícil trobar substàncies pures al nostre voltant que es trobin aïllades de la resta, ja que normalment estan barrejades les unes amb les altres, formant mescles. Per exemple, l'aigua de mar és una mescla d'aigua (substància pura) i diferents sals, pel fet que si omplim un got d'aigua de mar i deixem que l'aigua s'evapori, al fons hi quedarà un residu de sals. És el mètode que s'empra a les salines per extreure la sal comuna o sal de cuina (clorur de sodi). Metalls com l'or, l'argent, el ferro, l'alumini, el mercuri i gasos com l'oxigen, el nitrogen o el diòxid de carboni són exemples de substàncies pures. Sovint hem llegit o sentit expressions com «oli pur d'oliva», «mel pura d'abella», «suc de poma 100% pur suc», «aire pur». Aquestes expressions pretenen indicar que l'oli, la mel o els sucs de fruites no contenen additius ni conservants, i que l'aire no està contaminat. Cap d'ells, no és una substància pura, tot són mescles. Uns dels exemples: oxigen i hidrogen.